# Carbonzuuramide
De carbonzuuramiden vormen een stofklasse in de organische chemie. Ze kunnen gezien worden als carbonylderivaten van ammoniak, primaire of secundaire amines, waarbij een of meer waterstofatomen vervangen is door een carbonzuurrest. Carbonzuuramiden maken bijgevolg onderdeel uit van de amiden.

## Synthese
Een carbonzuuramide kan bereid worden door reactie van een acylchloride (dat op zijn beurt wordt gevormd door reactie van het carbonzuur met thionylchloride) of een carbonzuuranhydride met ammoniak of een amine:
{\displaystyle \mathrm {R{\mathord {-}}CO{\mathord {-}}Cl\ +\ H_{2}N{\mathord {-}}R'\ \longrightarrow \ R{\mathord {-}}CO{\mathord {-}}NH{\mathord {-}}R'\ +\ HCl} }
De rechtstreekse reactie tussen een carbonzuur en ammoniak of een amine levert het ammoniumzout (zuur-basereactie) op en niet het carbonzuuramide:
{\displaystyle \mathrm {R{\mathord {-}}COOH\ +\ R'{\mathord {-}}NH_{2}\ \longrightarrow \ R{\mathord {-}}COO^{-}\ +\ R'{\mathord {-}}NH_{3}^{+}} }
De aminolyse van carbonzuuresters levert eveneens het carbonzuuramide en een alcohol:
{\displaystyle \mathrm {R{\mathord {-}}COOR'\ +\ H_{2}N{\mathord {-}}R''\ \longrightarrow \ R{\mathord {-}}CO{\mathord {-}}NH{\mathord {-}}R''\ +\ HOR'} }

## Structuur en eigenschappen
Het koolstofatoom van de carbonylgroep is sp2-gehybridiseerd, hetgeen impliceert dat de drie atomen van de amidebinding in hetzelfde vlak liggen. De bindingslengte tussen het carbonylkoolstof en het stikstofatoom bedraagt 132 pm en is bijgevolg betrekkelijk korter dan in bijvoorbeeld amines (147 pm). De oorzaak voor dit fenomeen moet gezocht worden in het dubbelbindingskarakter van deze binding, bij het genereren van de resonantiestructuur:
Tevens verklaart dit waarom het vrij elektronenpaar op stikstof weinig basische eigenschappen bezit, in tegenstelling tot amines. Desalniettemin kan het stikstofatoom als nucleofiel optreden en, in geval van een primair of secundair amide, bijvoorbeeld gealkyleerd worden.

## Voorbeelden
Onderstaande tabel geeft een overzicht van de belangrijkste carbonzuuramiden, samen met hun structuurformule en het carbonzuur waarvan het afgeleid is.
| Carbonzuuramide       | Structuurformule | Afgeleid carbonzuur  |
| --------------------- | ---------------- | -------------------- |
| Formamide             |                  | Mierenzuur           |
| N,N-dimethylformamide |                  | Mierenzuur           |
| Aceetamide            |                  | Azijnzuur            |
| Ureum                 |                  | Diwaterstofcarbonaat |
| ε-caprolactam         |                  |                      |
| Ftaalimide            |                  | Ftaalzuur            |